# Oxydia subcana
Oxydia subcana là một loài bướm đêm trong họ Geometridae.